# Go Won-hee
Go Won-hee (nascida Kim Won-hee em 12 de setembro de 1994) é uma atriz sul-coreana. É conhecida por seus papéis nos dramas The Stars Are Shining, Strongest Deliveryman e Perfume.

## Carreira
Go Won-hee treinou para ser idol e ia estrear com o grupo feminino Fiestar, mas acabou não debutando. Sua carreira no entretenimento começou como modelo comercial em 2011, tornando-se a modelo mais jovem da Asiana Airlines em 2012. Em seguida, migrou para a atuação e desde então participou de filmes e dramas de televisão como Blooded Palace: The War of Flowers (2013), My Dear Cat (2014) e Tabloid Truth (2014). Em 2015, integrou o elenco do programa de comédia e variedades Saturday Night Live Korea.

## Vida pessoal

### Relacionamentos
Em 16 de setembro de 2022, a agência de Go Won-hee confirmou que a atriz se casaria com um namorado não-famoso um pouco mais velho. A cerimônia privada aconteceu no dia 7 de outubro de 2022, no Hotel Shilla em Seul, e contou com a presença dos pais e amigos do casal.

## Filmografia

### Filme
| Ano  | Título               | Papel            | Notas                                       | Ref. |
| ---- | -------------------- | ---------------- | ------------------------------------------- | ---- |
| 2011 | A Sailor Went to Sea |                  |                                             |      |
| 2012 | Don't Click          |                  |                                             |      |
| 2012 | Natural Burials      | Chung-ah (jovem) | Lançado no teatro e como série de televisão |      |
| 2014 | Tabloid Truth        | Choi Mi-jin      |                                             |      |
| 2015 | The Silenced         | Shizuko          |                                             |      |
| 2018 | After My Death       | Han-sol          |                                             |      |

### Séries de televisão
| Ano       | Título                              | Papel                              | Notas                                       | Ref.   |
| --------- | ----------------------------------- | ---------------------------------- | ------------------------------------------- | ------ |
| 2012      | Natural Burials                     | Chung-ah (jovem)                   | Lançado no teatro e como série de televisão |        |
| 2013      | Blooded Palace: The War of Flowers  | Rainha Jangnyeol                   |                                             |        |
| 2013      | Medical Top Team                    | Yoo Na-yeon                        | Cameo                                       |        |
| 2014      | Cheo Yong                           |                                    |                                             |        |
| 2014      | My Dear Cat                         | Shin Ji-eun                        |                                             |        |
| 2015      | The King's Face                     | Rainha Inmok                       |                                             |        |
| 2015      | The Time We Were Not in Love        | Yoon Min-ji                        |                                             | [ 7 ]  |
| 2015      | The Stars Are Shining               | Jo Bong-hee                        |                                             | [ 8 ]  |
| 2017      | Strongest Deliveryman               | Lee Ji-yoon                        |                                             | [ 9 ]  |
| 2017–2018 | The Best Moment to Quit Your Job    | Yeon-ji                            |                                             | [ 10 ] |
| 2018      | Welcome to Waikiki                  | Kang Seo-jin                       |                                             | [ 11 ] |
| 2018      | Secret Queen Makers                 | Ahn Gong-joo                       |                                             | [ 12 ] |
| 2018      | Your House Helper                   | Yoon Sang-ah                       |                                             | [ 13 ] |
| 2019      | Perfume                             | Min Ye-Rin                         |                                             | [ 14 ] |
| 2019      | Flower Crew: Joseon Marriage Agency | Kang Ji-hwa                        |                                             |        |
| 2020      | Eccentric! Chef Moon                | Yoo Yoo-jin / Yoo Bella            |                                             |        |
| 2021      | Revolutionary Sisters               | Lee Gwang-tae                      |                                             | [ 15 ] |
| 2021      | Nevertheless,                       | uma mulher conversando com Jae-eon | Cameo (episódio6)                           | [ 16 ] |
| 2023      | King the Land                       | Oh Pyung-hwa                       |                                             | [ 17 ] |

### Webséries
| Ano  | Título            | Papel       | Ref.   |
| ---- | ----------------- | ----------- | ------ |
| 2021 | A DeadbEAT's Meal | Yeo Eun-ho  | [ 18 ] |
| 2023 | Love to Hate You  | Shin Na-eun | [ 19 ] |

### Programa de televisão
| Ano  | Título                                  | Papel            | Ref. |
| ---- | --------------------------------------- | ---------------- | ---- |
| 2015 | Saturday Night Live Korea - Temporada 6 | Membro do elenco |      |

### Participações em videoclipes
| Ano  | Song Title                                 | Artista | Ref. |
| ---- | ------------------------------------------ | ------- | ---- |
| 2011 | "Only Learned Bad Things" 못된 것만 배워서 | B1A4    |      |
| 2012 | "Such a Man" 그런남자                      | Ne;Mo   |      |
| 2013 | "One Spring Day" 어느 봄날                 | 2AM     |      |

## Prêmios e Indicações
| Ano  | Prêmio                  | Categoria                                   | Trabalho indicado     | Resultado | Ref.   |
| ---- | ----------------------- | ------------------------------------------- | --------------------- | --------- | ------ |
| 2015 | KBS Drama Awards        | Prêmio de Excelência de Atriz em Novela     | The Stars Are Shining | Indicado  | [ 20 ] |
| 2017 | 10th Korea Drama Awards | Melhor Atriz Revelação                      | Strongest Deliveryman | Venceu    | [ 21 ] |
| 2019 | KBS Drama Awards        | Prêmio de Excelência de Atriz em Minissérie | Perfume               | Indicado  |        |
| 2019 | KBS Drama Awards        | Prêmio Netizen de Melhor Atriz              | Perfume               | Indicado  |        |
| 2019 | KBS Drama Awards        | Prêmio de Melhor Casal com Shin Sung-rok    | Perfume               | Indicado  |        |